# Red Bull RB18
A Red Bull RB18 egy Formula–1-es versenyautó, melyet a Red Bull Racing készített és versenyeztetett a 2022-es Formula–1 világbajnokságban. Pilótái a címvédő világbajnok Max Verstappen és Sergio Pérez voltak. Az RB18-as minden idők egyik legsikeresebb Formula–1-es versenyautója, Adrian Newey alkotásai közül pedig az egyik legeredményesebb. Verstappen könnyűszerrel védte meg bajnoki címét, a Red Bull pedig kilenc év után először ismét konstruktőri bajnok lett.

## Áttekintés
2022-ben új szabályokat vezettek be a Formula–1-ben, melyek többek között a ground effect (szívóhatás) kihasználására épültek, illetve nagyobb kerekeket kaptak az autók. Külsőre is szembetűnően átalakult a kasztni az előző évihez képest, a legjellegzetesebb változás az íves első és hátsó szárny, valamint az oldaldobozok terén látható. Utóbbiak szerepe megnőtt ebben az idényben, hiszen a minél nagyobb leszorítóerő generálására helyeződött a hangsúly. A Red Bull a szezon eleji teszteken egy rendkívül különös oldaldobozzal kísérletezett, mely gyakorlatilag csak a kasztni felső részére terjedt ki, alul pedig egy igen mély bevágást hagytak, egész a padlólemezig. Ezt később egy kevésbé drasztikus megoldásra cserélték, mely továbbra is kompakt volt, és hátrafelé ívelt.
A csapat ebben az évben új főszponzort kapott az Oracle személyében. A Hondával, mint motorpartnerrel az év végén elváltak az útjaik, ám csak névleg: a csapat saját maga gyártotta az idényben motorjait Red Bull Powertrains (RBPT) név alatt, ám a Honda felügyeletével, vagyis a szoros együttműködés továbbra is megmaradt. Az autókra a motorgyártó helyére a HRC (Honda Racing) felirat került, az idény utolsó harmadában pedig már maga a Honda felirat díszelgett ott. Verstappen ebben az évben, mint regnáló világbajnok, úgy döntött, hogy használja az 1-es rajtszámot, így 8 év után először állt versenybe autó ezzel a rajtszámmal – ez volt az első alkalom, amikor turbókorszakban szerzett bajnoki cím alapján választották, ugyanis Sebastian Vettel 2014-ben még az előző évi címe alapján használhatta.

## A szezon
Az idénynek úgy indultak neki a csapatok, hogy a Ferrari tűnt a legerősebbnek, akiket a Red Bull megszorongathat. A szezonnyitó versenyen Bahreinben jól is kezdtek, ám a futamon mégis kettős kiesést könyvelhettek el, mégpedig ugyanazon hiba miatt: az üzemanyagrendszerben keletkezett vákuum. Ennek oka az volt, hogy nem tudták, hogyan fog viselkedni versenykörülmények közt a rendszer. A hibát elhárították, de miközben ők nulláztak, a Ferrari a begyűjthető összes pontot elvitte Bahreinből. A szaúdi futamon Pérez megszerezte élete első pole pozícióját, de egy biztonsági autós fázis alatti eltaktikázás miatt nem tudta győzelemre váltani azt. Charles Leclerc és Verstappen csatáztak az élen hosszú körökön át a győzelemért, és végül Verstappet intették le az első helyen. Ausztráliában Verstappen kiesett üzemanyagszivárgás miatt, Pérez lett a második, de ezen a hétvégén a Red Bullok nem is nyújtottak túl jó teljesítményt. Imolára úgy érkezett a csapat, hogy csökkentették az autó tömegét. Egy esős időmérő edzésen Verstappen megszerezte a pole pozíciót, majd megnyerte a sprintfutamot és a versenyt is, valamint megfutotta a verseny leggyorsabb körét, elérve karrierje második grand slamjét. Mivel Pérez második lett, így a csapat a 2016-os maláj nagydíj óta először kettős győzelmet ünnepelhetett. Miamiban Verstappen ismét győzött, Pérez azonban egy szenzorhiba miatti átmeneti lelassulás miatt nehéz versenyt futott és csak negyedik lett.
Spanyolországba újabb fejlesztésekkel érkeztek, aminek a lényege a további súlycsökkentés volt. Az időmérő edzésen Verstappen állítható hátsó szárnya meghibásodott, és még így is a második helyet szerezte meg. Ez a furcsa hibajelenség a futamon is gondokat okozott, amikor nem nyílt ki a szárny fedlapja. Még így is remek versenyt teljesített, és meg is nyerte a versenyt (habár csak úgy, hogy csapatutasításra Pérez elengedte őt, aki a leggyorsabb körrel vigasztalódhatott). Az újabb kettős győzelem egyben azt is jelentette, hogy a Red Bull átvette a vezetést az egyéni és a konstruktőri bajnokságban is. Monacóban úgy tűnt, hogy a Ferrari visszavághat, de az esős versenyen a Red Bullok jobban teljesítettek, ráadásul egy piros zászlós megszakítás alatt feltetették a közepes keverékű gumikat, amik elég jók voltak ahhoz, hogy Pérez megnyerje a versenyt, Verstappen pedig harmadik legyen. Azerbajdzsánban ismét a Ferrari volt az esélyesebb, de Leclerc visszavágási esélyei egy meghibásodás miatti kieséssel elszálltak. A Red Bull ismét kettős győzelmet aratott, és most már Pérez volt a második a bajnokságban. Kanadában Pérez egy meghibásodás miatt kiesett, Verstappen pedig briliáns védekezést mutatott be Carlos Sainz ellen, és így szerezte meg a győzelmet.
A brit nagydíjon külsőre is szembetűnő átalakításokat végeztek az autó motorborításán. Az esős időmérő edzés után jól kapták el a rajtot, de egy hatalmas rajtbalesetet követően a futamot újraindították, Verstappen így bár az első rajtnál az élre került, másodjára már nem tudta megelőzni Carlos Sainz-ot. Ráadásul egy felkapott törmelék miatt megrongálódott az autó padlólemeze, ami miatt visszaesett a tempója és csak a hetedik helyen zárt. Pérez ezzel szemben második lett, miután a mögötte érkező Hamiltont és Leclerc-t is sikeresen tartotta fel. Ausztriában Pérez csak a 13. helyről indulhatott, mert utóbb úgy találták, hogy szabálytalan pályaelhagyással futott jó kört. Verstappen ezzel szemben megszerezte a pole pozíciót és a sprintfutamon a győzelmet is. A verseny kevéssé jól alakult a csapat számára: Pérez már az első körben kiesett egy balesetben, Verstappen autóján pedig gumikopási gondok jelentkeztek. Mégis, jó boxtaktikával, és kihasználva a Ferrari gyengeségeit, Verstappen a második helyre jött fel – ha még pár körig tart a verseny, akár a győzelmet is megszerezhette volna, mert Leclerc a gázpedállal küszködött.
Ami ezután kezdődött a francia nagydíjtól, az Verstappen totális dominanciája volt. Sorozatban öt versenyt nyert meg, egyedül Szingapúrban lett hetedik (de azt a versenyt Pérez nyerte), majd nyert még hármat. Már Japánban, amikor még négy futam volt hátra az idényből, világbajnokká avatták Verstappent, furcsa körülmények között: ugyanis az esős versenynek nem futották le a 75 százalékát, mégis teljes pontokat osztottak az új szabályok alapján. Ő maga is meglepve szerzett róla tudomást, hogy bajnokká avatták. Amerikában aztán a Red Bull is megszerezte a konstruktőri címet. Pérez ezzel szemben az utolsó futamra pontegyenlőséggel érkezett a nagy rivális Charles Leclerc ellen, és mivel csak a dobogó legalsó fokát tudta elérni, ezért világbajnoki harmadik lett csak.
Az RB18-as dominanciáját jól jelzi, hogy Verstappen kétszer is képes volt arra a bravúrra, hogy a TOP10-en kívülről indulva is meg tudta nyerni a versenyt. A csapat a megszerezhető 968-ból 749 pontot szerzett (az összes megszerezhető pont 77,3%-a), a 22 futamból 17-et megnyert (77,2%-os sikerráta), ebből 15-öt Verstappen, aki ezzel megdöntötte az egy idényben elért legtöbb futamgyőzelem rekordját.

## Eredmények
| Év        | Csapat                 | Motor             | Gumik | Pilóták        | Futamok | Futamok | Futamok | Futamok | Futamok | Futamok | Futamok | Futamok | Futamok | Futamok | Futamok | Futamok | Futamok | Futamok | Futamok | Futamok | Futamok | Futamok | Futamok | Futamok | Futamok | Futamok | Pontok | Helyezés |
| Év        | Csapat                 | Motor             | Gumik | Pilóták        | BHR     | SAU     | AUS     | EMI     | MIA     | ESP     | MON     | AZE     | CAN     | GBR     | AUT     | FRA     | HUN     | BEL     | NED     | ITA     | SIN     | JPN     | USA     | MXC     | SAP     | ABU     | Pontok | Helyezés |
| --------- | ---------------------- | ----------------- | ----- | -------------- | ------- | ------- | ------- | ------- | ------- | ------- | ------- | ------- | ------- | ------- | ------- | ------- | ------- | ------- | ------- | ------- | ------- | ------- | ------- | ------- | ------- | ------- | ------ | -------- |
| 2022      | Oracle Red Bull Racing | Red Bull RBPTH001 | P     | Sergio Pérez   | 18 †    | 4       | 2       | 2       | 4       | 2       | 1       | 2       | KI      | 2       | KI      | 4       | 5       | 2       | 5       | 6       | 1       | 2       | 4       | 3       | 7       | 3       | 759    | 1.       |
| 2022      | Oracle Red Bull Racing | Red Bull RBPTH001 | P     | Max Verstappen | 19 †    | 1       | KI      | 1       | 1       | 1       | 3       | 1       | 1       | 7       | 2       | 1       | 1       | 1       | 1       | 1       | 7       | 1       | 1       | 1       | 6       | 1       | 759    | 1.       |
| Források: |                        |                   |       |                |         |         |         |         |         |         |         |         |         |         |         |         |         |         |         |         |         |         |         |         |         |         |        |          |

- † – Nem fejezte be a futamot, de rangsorolva lett, mert teljesítette a versenytáv 90%-át.

Félkövérrel jelölve a leggyorsabb kör, dőlt betűvel a pole pozíció.
Verstappen az imolai sprintfutamon 8, az osztrákon 8, a sao paulói sprintfutamon 5 pontot szerzett.
Pérez az imolai sprintfutamon 6, az osztrákon 4, a sao paulói sprintfutamon 4 pontot szerzett.

## Fordítás
- Ez a szócikk részben vagy egészben  a   Red Bull Racing RB18 című angol Wikipédia-szócikk ezen változatának fordításán alapul.  Az eredeti cikk szerkesztőit annak laptörténete sorolja fel. Ez a jelzés csupán a megfogalmazás eredetét és a szerzői jogokat jelzi, nem szolgál a cikkben szereplő információk forrásmegjelöléseként.